# Yelena Térejova
Yelena Guennádievna Térejova –en ruso, Елена Геннадьевна Терехова– (nacida como Yelena Guennádievna Poliakova, Moscú, 24 de marzo de 1987) es una deportista rusa que compite en piragüismo en la modalidad de aguas tranquilas. Ganó dos medallas en el Campeonato Mundial de Piragüismo, plata en 2014 y bronce en 2013, y dos medallas de plata en el Campeonato Europeo de Piragüismo, en los años 2014 y 2016.

## Palmarés internacional
| Campeonato Mundial | Campeonato Mundial     | Campeonato Mundial | Campeonato Mundial |
| Año                | Lugar                  | Medalla            | Competición        |
| ------------------ | ---------------------- | ------------------ | ------------------ |
| 2013               | Duisburgo (Alemania)   | Medalla de bronce  | K1 4 × 200 m       |
| 2014               | Moscú (Rusia)          | Medalla de plata   | K1 4 × 200 m       |
| Campeonato Europeo |                        |                    |                    |
| Año                | Lugar                  | Medalla            | Competición        |
| 2014               | Brandeburgo (Alemania) | Medalla de plata   | K1 200 m           |
| 2016               | Moscú (Rusia)          | Medalla de plata   | K2 200 m           |